# 玻璃市州旗
玻璃市州旗是马来西亚玻璃市州的象征标志之一，是一面上黄下蓝的二色旗。

## 象征意义
黄色象征统治者，蓝色象征玻璃市人民，设计象征着统治者与州民的紧密合作。